# Eisuke Nakanishi
Eisuke Nakanishi (jap. 中西永輔 Nakanishi Eisuke; ur. 23 czerwca 1973 w Suzuce) – japoński piłkarz, reprezentant kraju grający na pozycji obrońcy.

## Kariera klubowa
Jako piłkarz grał w takich klubach jak JEF United Ichihara Chiba i Yokohama F. Marinos. Karierę zakończył w 2006.

## Kariera reprezentacyjna
Karierę reprezentacyjną rozpoczął w 1997. Został powołany na MŚ 1998. Po raz ostatni w reprezentacji zagrał w 2002, dla której wystąpił w 14 spotkaniach.